# Rica Hotels
Rica Hotels AS var en hotelvirksomhed med hoteller i Norge og Sverige. Navnet Rica er sat sammen af de to første bogstaver i navnene til grundlæggerne Jan Eilef Rivelsrud og (prins) Carl Bernadotte. 

## Historie
Selskabet blev stiftet i 1975 under navnet Rica hotell-og restaurantkjede A/S. Fra starten drev selskabet to restauranter med navnet Bajazzo i Oslo og Bodø. Derefter købte selskabet to hoteller; ét i Kirkenes og ét i Hammerfest. Selskabet ekspanderede og etablerede en kæde i 1980'erne og 1990'erne med opkøb af mange uafhængige hoteller. Det største opkøb var den tidligere kæde North Cape Hotels, som bestod af flere hoteller i Finnmark og Nordkapphallen. 
I alt driver Rica Hotels 76 hoteller i Norge og Sverige, og selskabet ejer en lang række af disse, helt eller delvis. Nogle af disse hoteller drives som franchise-hoteller, som indebærer en samarbejdsaftale med selvstændige hoteller som omfatter salg, markedsføring og indkøb. Tidligere har kæden eksempelvis haft samarbejde med Britannia Hotel i Trondheim.
I tillæg så har kæden et samarbejde med Arp-Hansen Hotel Group i Danmark, Restel Hotel Group i Finland og Skene House i Skotland.
I 2014 blev Rica Hotels købt af Scandic Hotels. I løbet af 2014 og 2015 blev alle Rica-hotellerne omprofileret til Scandic-hoteller.

## Hoteller
Kæden har kursus-, konference-, forretnings- og fritidshoteller. Størstedelen af hotellerne ligger i Norge, men der er knap ti hoteller i større byer i Sverige.
| Norge - Alta - Beitostølen - Bergen - Bodø - Dombås - Drammen - Elverum - Farsund - Fauske - Fredrikstad - Førde - Gardermoen - Grimstad - Hamar - Hammerfest - Harstad - Haugesund - Honningsvåg - Karasjok - Kirkenes - Kristiansand - Kristiansund - Lillehammer - Mo i Rana - Molde - Namsos - Narvik - Nordfjordeid - Nordkapp - Oppdal - Oslo - Røros - Sandefjord - Sandnessjøen - Sarpsborg - Stavanger - Svalbard/Longyearbyen - Svolvær - Tjøme - Tromsø - Trondheim - Ulvik - Vadsø - Verdal - Ålesund | Sverige - Gøteborg - Stockholm - Strømstad - Malmø |